# Chausseterre
 Chausseterre  es una población y comuna francesa, situada en la región de Auvernia-Ródano-Alpes, departamento de Loira, en el distrito de Roanne y cantón de Saint-Just-en-Chevalet.

## Demografía
| 372 | 366 | 326 | 314 | 277 | 277 |
| Para los censos de 1962 a 1999 la población legal corresponde a la población sin duplicidades (Fuente: INSEE [Consultar]) |     |     |     |     |     |